# 톰벤시 FC

톰벤시 푸치보우 클루비는 브라질의 축구단으로 미나스제라이스주의 톰부스를 연고로 한다. 현재 캄페오나투 브라질레이루 세리에 C에 참가하고 있다.

## 선수 명단

### 현역
참고: FIFA 자격 규정에 따라 소속된 국가대표팀 국기를 표시합니다. 선수는 복수의 FIFA 비회원국 국적을 가지고 있을 수 있습니다.
| 번호 | 포지션 | 국적     | 이름                   |
| ---- | ------ | -------- | ---------------------- |
| -    | GK     |          | 펠리페 가르시아        |
| -    | DF     |          | 제 비토르              |
| -    | MF     | 우루과이 | 파트리시오 그레고리오  |
| -    | MF     | 우루과이 | 프랑코 메데로스 산데즈 |

| 번호 | 포지션 | 국적 | 이름 |
| ---- | ------ | ---- | ---- |

## 역대 감독
| 감독                   | 임기 |
| ---------------------- | ---- |
| 하몽 메니지스 우브네르 | 2018 |

틀:톰벤시 FC 선수 명단